# HPI
HPI (sigla em francês para Haut potentiel intellectuel) é uma série de comédia policial franco-belga. Criada por Stéphane Carrié, Alice Chegaray-Breugnot e Nicolas Jean, a série estreou na Bélgica, pelo canal La Une, em 20 de abril de 2021; na Suíça, pela RTS Un, em 27 de abril de 2021; e na França, pela TF1, em 29 de abril de 2021. É uma coprodução entre Itinéraire Productions, Septembre Productions, TF1, Pictanovo, Be-Films e RTBF.
O programa é protagonizado por Audrey Fleurot, que interpreta Morgane Alvaro, uma governanta com um intelecto excepcional. Ela se torna consultora do DIPJ (Divisão de Investigação e Polícia Judiciária) em Lille e utiliza sua mente afiada para resolver diversos casos.
No Emmy Internacional 2024, a série recebeu uma indicação ao prêmio de Melhor Série de Comédia.

## Sinopse
Morgane Alvaro, de 38 anos, é mãe de três filhos, fruto de dois casamentos. Ela tem problemas com autoridade e, apesar de sua inteligência excepcional, trabalha como faxineira. Durante uma noite de trabalho na sede da polícia de Lille, Morgane encontra acidentalmente uma pista importante em um caso de assassinato. Temendo a demissão se o caso não for resolvido, o superintendente decide designá-la como consultora, para desgosto do inspetor Adam Karadec, o detetive responsável.
Morgane se comporta de forma inadequada para o novo trabalho, desobedece ordens e enfrenta dificuldades para administrar sua vida familiar. Karadec acredita que é quase impossível trabalhar com ela, mas seus lampejos de genialidade muitas vezes se mostram cruciais na resolução dos casos mais desafiadores da equipe. Em troca de sua ajuda como detetive, a superintendente concorda em reabrir o caso de seu primeiro marido, que desapareceu após ser preso 15 anos atrás.

## Elenco
- Audrey Fleurot como Morgane Álvaro
- Cypriane Gardin como Théa Álvaro
- Noé Vandevoorde como Eliott Álvaro[6]
- Mehdi Nebbou como Adam Karadec
- Bruno Sanches como Gilles Vandraud
- Marie Denarnaud como Céline Hazan
- Bérangère McNeese como Daphné Forestier

## Adaptações internacionais
A ABC encomendou um piloto para uma adaptação nos EUA, que será produzida pela ABC Signature. A TV eslovaca Markíza lançou Výnimočná Nikol em 2022. A TV tcheca NOVA estreou Případy mimořádné Marty em 30 de abril de 2023. Em março de 2023, a Star TV, da Grécia, lançou IQ 160, uma adaptação da série produzida pela Barking Well Media. Por fim, a RTL, na Hungria, lançou A renitens, uma adaptação húngara da série, em fevereiro de 2024.

## Prêmios e indicações
| Ano  | Prêmio                        | Categoria      | Indicado           | Resultado |
| 2024 | 52º International Emmy Awards | Melhor Comédia | 3ª temporada - HPI | Indicado  |